# Neocrepidodera transsilvanica
Neocrepidodera transsilvanica es una especie de insecto coleóptero de la familia Chrysomelidae. Fue descrita científicamente en 1864 por Fuss.